# The Rabbits' Wedding
The Rabbits' Wedding är en bilderbok från 1958 av illustratören Garth Williams som kanske främst är känd för att ha illustrerat E.B. Whites Stuart Little och Charlotte's Web. Boken blev i slutet av 1950-talet omdebatterad i delstaten Alabama i USA då den skildrar  giftermål mellan en svart och en vit kanin.